# Martín Farrell
Martín Diego Farrell es un jurista argentino, abogado egresado de la Universidad de Buenos Aires (1961). Se doctoró en Derecho en la misma institución (1974). Fue designado profesor emérito de la Universidad de Buenos Aires. Es Director de Investigaciones y Doctorado de la Universidad de Palermo. En 1996 obtuvo el Premio Konex de Platino en Ética.
Se desempeñó como Juez en la Cámara Nacional de Apelaciones en lo Civil Y Comercial Federal desde 1984 hasta el año 2012, en que presentó su renuncia. Desde el año 1986 es Investigador Permanente del Instituto de Investigaciones Jurídicas y Sociales Ambrosio Lucas Gioja. Anteriormente fue Vicepresidente de la Sociedad Iberoamericana de Estudios Utilitaristas. Y ha sido Tesorero y Secretario de la Sociedad Argentina de Análisis Filosófico.

## Publicaciones
- Una sociedad (relativamente) justa. Buenos Aires: Lexis-Nexis. 2008.
- Filosofía del Derecho y Economía. Buenos Aires: La Ley. 2006.
- Ética en la relaciones internas e internacionales. Barcelona, España: Gedisa. 2003.
- Privacidad, autonomía y tolerancia. Hammurabi. 2000.
- Cuestiones de Filosofía y Derecho. Buenos Aires, Argentina. 1977. Texto «editorial Cooperadora de Derecho y Ciencias Sociales » ignorado (ayuda)